# Munadi
Munadi là một cầu thủ bóng đá người Indonesia hiện tại thi đấu cho Pelita Bandung Raya ở Indonesian Super League. Mùa giải 2009-10 là mùa giải đầu tiên anh thi đấu với tư cách cầu thủ chuyên nghiệp. Trước đó, anh thi đấu cho đội trẻ Persib.

## Danh hiệu

### Danh hiệu câu lạc bộ
Persib Bandung U-18
- Soeratin Cup (1): 2006

U-21 Persib Bandung
- Indonesia Super League U-21 (1): 2009–10

### Danh hiệu cá nhân
- Indonesia Super League U-21 Best Player (1): 2009-10